# Homéotherme
«  Sang chaud » redirige ici.  Pour les autres significations, voir  Sang chaud (homonymie). Pour l'article homophone, voir  Sancho.
 (mars 2011).
Si vous disposez d'ouvrages ou d'articles de référence ou si vous connaissez des sites web de qualité traitant du thème abordé ici, merci de compléter l'article en donnant les références utiles à sa vérifiabilité et en les liant à la section « Notes et références ».

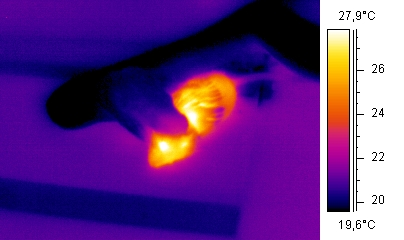
Image thermographique d'un serpent (poïkilotherme) mangeant une souris (homéotherme).

Un organisme est homéotherme si son milieu interne conserve une température constante (dans certaines limites), indépendamment du milieu extérieur (homéostasie thermique). Il s'agit essentiellement d'animaux. Les organismes dont la température interne varie avec celle du milieu sont dits hétérothermes ou  poïkilothermes.
Par abus de langage, les homéothermes sont dits à sang chaud, par opposition aux animaux à sang froid ou poïkilothermes, alors que ce dernier terme désigne plus précisément des animaux dont la température interne n'est pas régulée, et donc pas nécessairement basse.
La plupart des organismes homéothermes sont également endothermes, c'est-à-dire que la chaleur corporelle est produite par l'organisme lui-même. Il existe néanmoins des cas particuliers.

## Classification
L'expression « à sang chaud » est tombée en désuétude auprès des scientifiques, parallèlement à une meilleure compréhension de ce domaine de la biologie. Ainsi, il est plus généralement fait référence aux mécanismes de thermorégulation sous-jacents :
1. L'endothermie (par opposition à l'ectothermie) : La chaleur du corps des animaux endothermes dépend de sources internes (activité musculaire, utilisation de réserves de graisse…) alors que celle des animaux ectothermes dépend de sources externes (comme l'exposition au soleil).
2. L'homéothermie (par opposition à la poïkilothermie) : capacité de certains animaux à maintenir la température de leur corps dans des limites étroites, indépendamment des influences externes ;
3. Le tachymétabolisme (par opposition au bradymétabolisme) : thermorégulation maintenant un haut niveau de métabolisme au repos. Les animaux bradymétaboliques sont quant à eux capables de tomber en léthargie lorsque leur nourriture se raréfie.

Une erreur courante est de croire que endotherme et homéotherme sont des synonymes, ce qui prête à confusion. Par exemple, un lézard ectotherme utilise alternativement le soleil et l'ombre pour garder sa température constante, il est donc par instant homéotherme.
Un animal endotherme est dit hétérotherme quand il n'est pas toujours homéotherme selon les situations. Par exemple, une marmotte endotherme n'est pas homéotherme lorsqu'elle hiberne. Un autre exemple est le martinet noir : un tout jeune martinet complètement affamé peut sombrer une nuit entière dans une profonde léthargie (sa température peut descendre jusqu'à 5 °C, son rythme respiratoire baisse de moitié, etc.) ; cela lui permet d'économiser sa réserve de graisse en attendant que ses parents lui donnent de la nourriture. C'est également le cas des petits nourrissons dont la température corporelle n'est pas encore stable.
Il n'y a pas de limite claire entre un homéotherme et un hétérotherme. Par exemple, un dromadaire dans le désert absorbe une grande quantité de chaleur durant le jour pour dissiper sa chaleur durant la nuit, sa température corporelle peut ainsi varier de 34° C à 41° C. Plutôt que de chercher à définir des variations de température distinguant les homéothermes des hétérothermes, il vaut mieux considérer qu'aucun endotherme n'a de température interne absolument constante.
La température corporelle interne dépend simplement d'un échange de chaleur entre le corps et l'environnement. C'est la différence entre l'entrée de chaleur : source externe (ectothermes) ou production interne (endothermes) et la sortie de chaleur au niveau de la surface corporelle.

## Origine
On sait depuis les années 1990 que de nombreux dinosaures étaient homéothermes : les oiseaux ont hérité de leur homéothermie.
Concernant les mammifères les connaissances datent de 2017, quand une série d'analyses isotopiques menées sur 90 fossiles a montré que l'homéothermie est apparue dans la lignée des mammifères au cours du Permien supérieur, il y a 252 à 259 millions d'années. Ce caractère nouveau aurait d'ailleurs favorisé leur survie lors de l'extinction du Permien-Trias, il y a 252 millions d'années,.

## Mammifères et oiseaux
La plupart des mammifères et des oiseaux sont des homéothermes. Une grande partie de l'énergie qu'ils absorbent par la nourriture est dépensée pour conserver leur corps à la bonne température.
La règle d'Allen dispose que les homéothermes des climats froids ont habituellement des membres et appendices plus courts que les animaux équivalents des climats plus chauds.
En cas d'augmentation de notre température corporelle, on parle de fièvre ou hyperthermie, en cas de baisse de température, on parle d'hypothermie. Dans les deux cas, si la température n'est pas rétablie, la mort peut survenir.
Toutefois, plus nos connaissances en la matière évoluent, plus ce classement entre homéothermes et poïkilothermes devient difficile. Ainsi, le hérisson, quand l'hiver arrive, tombe en hibernation et sa température chute (ce qui n'est pas le cas pour l'ours, par exemple). Sa température peut alors descendre à quelques degrés au-dessus de zéro. Qui plus est, elle fluctue alors avec celle de son abri, tout en lui restant légèrement supérieure.

### Stratégies
Conserver sa chaleur est un défi constant pour les animaux homéothermes. Pour cela, de nombreuses stratégies ont été développées :
- développer une isolation thermique importante. Le pelage du yack ou les plumes des oiseaux sont, par exemple, particulièrement adaptés ;
- développer une couche épaisse de graisse (baleine, ours…) ;
- développer un système sanguin adapté, comme le loup ou les oiseaux dont le sang descendant vers les pattes réchauffe le sang remontant vers le cœur ;
- avoir une taille adéquate. Lorsque la taille d'un animal croît, la surface de sa peau croît moins vite que la masse qu'elle enferme, qui produit la chaleur et la stocke. Dans le monde marin, l'avantage va aux animaux les plus grands qui possèdent un stock de graisse très important pour une surface exposée au froid comparativement faible ;
- développer une couleur de peau adéquate. Le noir absorbe l'ensemble du rayonnement lumineux visible, le blanc le réfléchit ;
- développer une vie de groupe, comme les manchots empereurs de l’Antarctique ;
- adapter son exposition au soleil : s'y exposer lorsqu'on a froid, se mettre à l'ombre lorsqu'on a chaud.

### Conséquences
Chez les animaux, la tentative de conserver la bonne température peut entraîner des frissons pour réchauffer les muscles en les mettant en action et donc en dépensant de l'énergie, des rougeurs au visage (chez l'humain) par modification du flux sanguin (apport de chaleur) ou inversement, par le blanchiment de la peau si le sang se retire.
Dans les cas les plus graves, le sang sera redirigé vers les organes vitaux, les plus importants pour la vie, ce qui peut amener des gelures et des amputations pour les cas importants.

## Entre sang chaud et sang froid
La compréhension scientifique de la multitude de régimes de régulation thermique existant a beaucoup évolué depuis la distinction originale entre animaux à sang chaud et animaux à sang froid. Par exemple, nous savons que les animaux à sang froid utilisent tous des procédés pour ajuster leur température interne. Il existe
également des animaux qui n'appartiennent précisément à aucune des deux catégories (entre les sangs chauds et les sangs froids).
Ainsi :
- Le thon et l'espadon et certains requins s'enfoncent très profondément dans l'océan, où la température est très froide. Ces organismes sont capables d'augmenter la température de leur cerveau, leur cœur et de leurs yeux, ce qui permet notamment un mouvement des yeux plus rapide quand ils chassent. Les thons, eux, sont capables de réchauffer leur corps entier grâce à un mécanisme d'échange de chaleur via le rete mirabile (qui fonctionne comme un échangeur de chaleur). Ce mécanisme aide à garder la chaleur à l'intérieur du corps, et minimise les pertes de chaleur par les branchies. Ces animaux doivent cependant régulièrement retourner dans les eaux plus chaudes pour retrouver une température normale. 
En 2015, une étude a présenté le premier cas connu de poisson (Lampris guttatus) capable de réchauffer la totalité de son corps via des muscles pectoraux surdéveloppés et de conserver cette chaleur grâce à son enveloppe graisseuse[4]. Cette espèce qui nage en battant des nageoires pectorales, vit dans les océans du monde entier, où il mange des calmars et proies collectées à 50-200 m de profondeur, là où l'eau est à 10 °C ou moins[4]. Ce poisson encore mal connu dispose d'un rete mirabile au niveau de branchies très inhabituelles, protégées dans une couche d'un centimètre d'épaisseur de graisse permettant à ce poisson de maintenir son corps à une température jusqu'à 10 °C au-dessus de celle d'une eau glaciale (corps à 13 °C à 14 °C dans une eau à 4 °C)[4]. Des oiseaux marins et les baleines (dans leur langue) disposent d'organes aux fonctions similaires[4].
- L'abeille, individuellement est indiscutablement à sang froid ; toutefois, elle vit en communauté dans des ruches. En été, quand la ruche commence à surchauffer, les abeilles se placent aux entrées et, avec leurs ailes, refroidissent l'intérieur. En hiver, quand la ruche devient trop froide, les abeilles font vibrer les muscles de leurs ailes, et l'essaim entier produit assez de chaleur pour maintenir la température de la ruche dans des limites viables.
- Le Rat-taupe nu est un mammifère qui a un mode de vie très proche de celui des abeilles ou d'autres insectes sociaux. Cet animal n'est pas capable de réguler sa température interne et doit par conséquent se regrouper avec ses congénères pour limiter ses pertes de chaleurs lorsqu'il fait trop froid. C'est la seule espèce actuelle de mammifère poïkilotherme connue. Les fossiles de chèvres Myotragus balearicus découvert aux Baléares en 2009 montrent que cette espèce l'était aussi[5].
- La tortue Luth est capable de produire de la chaleur par un mécanisme interne qui vient de ses réserves de graisse. Elle peut ainsi obtenir une température interne supérieure de 18 °C à celle de l'eau dans laquelle elle nage[6].

## Règne végétal
Les plantes, bien que n'entrant pas dans le cadre strict de l'homéothermie, ont aussi dû développer des stratégies d'adaptation pour ne pas se dessécher (comme les cactus qui ont des épines et pas de feuilles), ou au contraire dépenser de l'eau par évaporation pour conserver une température supportable (la grande majorité des arbres à feuille caduque de l'hémisphère nord).
Le spathe des arums présent dans l'inflorescence est capable de produire de la chaleur. Même si celle-ci ne sert pas comme dans le règne animal à maintenir la température, elle permet à la plante de maintenir une température légèrement supérieure à la température extérieure de l'air. Cette différence de température est appréciée par des Diptères (mouches) en particulier la nuit. Ces insectes sont attirés par la chaleur et en retour pollinisent la plante.

## Avantages
Cette innovation physiologique, dont semblent découler de nombreuses autres, implique une plus grande consommation de nourriture afin de fournir l’énergie nécessaire à la production de chaleur. Mais en même temps, la régulation de leur température par les organismes leur permet une activité plus soutenue et continue qui leur permet de subvenir à ces besoins supplémentaires et éviter les prédateurs. L’acquisition de l’homéothermie peut être interprétée en termes d’utilité et d’avantage pour l’organisme dans la lutte pour la vie, mais il semble plus intéressant de voir qu’en devenant plus dépendants d’un facteur relativement stable du milieu (la nourriture), les mammifères deviennent plus indépendants des aléas du milieu (les variations de température dues aux saisons). Par cette complexification de leur organisation interne, ils acquièrent donc une meilleure maîtrise de leur existence, une autonomie plus grande à l'égard du milieu.
Les principaux avantages sont ainsi :
1. Conservation d'une activité normale pour des températures extérieures fluctuantes ;
2. Libération des contraintes du milieu extérieur et donc expansion de la diversification des formes vivantes ;
3. Économie d'eau en maintenant une température corporelle supérieure à la température ambiante, ce qui limite le refroidissement par évaporation de l'eau de l'organisme ;[pas clair]
4. L'homéothermie favorise l'acquisition du sommeil paradoxal et de la gestation intra-utérine.

### Ressemblances
Les deux règnes ont des stratégies semblables. L'évaporation d'eau chez les plantes peut se comparer à la sudation chez les animaux[Information douteuse].